# La Puebla del Caramiñal
La Puebla del Caramiñal (también llamada Puebla do Caramiñal y llamada oficialmente Santa María a Antiga do Caramiñal) es una parroquia española del municipio de Puebla del Caramiñal, en la provincia de La Coruña, Galicia.

## Entidades de población
Entidades de población que forman parte de la parroquia:
- Afigueira (A Figueira)
- Banda o Río
- Bayuca (A Baiuca)
- Camino Ancho (O Camiño Ancho)
- Gándara (A Gándara)
- Gonderande
- Pedreira (A Pedreira)
- Pontenaveira (A Pontenaveira)
- Quintáns
- Río Morto (O Río Morto)
- Sobral (O Sobral)
- Tomada (A Tomada)
- Puebla del Caramiñal (A Pobra do Caramiñal)

## Demografía
| Gráfica de evolución demográfica de La Puebla del Caramiñal entre 2000 y 2019 |
|                                                                               |
| Datos según el nomenclátor publicado por el INE.                              |